# Washington Luís
Washington Luís (ur. 26 października 1869 w Macaé, zm. 4 sierpnia 1957 w São Paulo) – brazylijski polityk, prezydent Brazylii (1926-1930).

## Życiorys
Ukończył studia prawnicze na uniwersytecie w São Paulo, później pracował jako adwokat i następnie prokurator w Barra Mansa. W 1897 został wybrany radnym, a w 1898 burmistrzem São Paulo. Później, w latach 1920-1924, pełnił urząd gubernatora stanu São Paulo. W 1900 poślubił Sofię de Oliveirę Barros, córkę plantatora kawy. 15 listopada 1926 został wybrany prezydentem Brazylii. Pełniąc ten urząd, zainicjował m.in. rozległy program budowy autostrad, jednak jego realizacja była bardzo utrudniona z powodu ogromnego długu zagranicznego i załamania się rynku kawy. Podjęto próby ograniczenia produkcji kawy, jednak na początku światowego wielkiego kryzysu gospodarczego w 1929 Brazylia pozostała z ogromnymi niesprzedanymi rezerwami. Prezydent nie zdołał wzmocnić gospodarki osłabionej przez wielki kryzys. Pod koniec swojej kadencji popełnił poważny błąd polityczny, próbując zapewnić sobie wybór innego polityka z São Paulo na swojego następcę. Jego kandydat, Julio Prestes, wygrał kontrolowane wybory prezydenckie z 1930, jednak zwolennicy opozycyjnego kandydata, Getúlio Vargasa, zorganizowali udany zamach stanu i obalili Luísa 24 października 1930, tuż przed końcem kadencji. Obalony Luís udał się na emigrację do Europy (przez pewien czas przebywał też w USA), skąd powrócił do Brazylii w 1946.